# Nephrotoma elegantula
Nephrotoma elegantula is een tweevleugelige uit de familie langpootmuggen (Tipulidae). De soort komt voor in het Neotropisch gebied.